# Мужская сборная Мальты по хоккею на траве
Мужская сборная Мальты по хоккею на траве — мужская сборная по хоккею на траве, представляющая Мальту на международной арене. Управляющим органом сборной выступает Ассоциация хоккея на траве Мальты (англ. Hockey Association Malta).

## Результаты выступлений

### Чемпионат Европы
- 1970 — 19-е место

### Чемпионат Европы (IV дивизион)
(EuroHockey Nations Challenge IV, до 2011 назывался EuroHockey Nations Challenge II)
- 2005 — [1]
- 2007 — 8-е место[2]